# チュニジアの大統領
チュニジアの大統領（チュニジアのだいとうりょう、アラビア語: رئيس الجمهورية التونسية）は、チュニジア共和国の元首たる大統領である。
チュニジアは1956年、ムハンマド8世アル＝アミーンを国王（ベイ）とするチュニジア王国としてフランスから独立したが、翌1957年に王政が廃止され、共和制に移行した。以下の一覧には、共和制移行後の歴代大統領が記されている。

## 選出
大統領は国民の直接選挙で選出される。任期は5年で、再選制限は無い。大統領選挙に立候補するには、40歳から75歳のチュニジア国民であり、父母および父方・母方のいずれかの祖父がチュニジア国民である必要がある。また、チュニジア以外の国籍（二重国籍）を持っていたり、イスラム教以外の宗教を信仰している場合は、立候補が認められない。
かつて大統領選挙の立候補者の年齢上限は70歳だったが、2009年の大統領選挙にザイン・アル＝アービディーン・ベン＝アリーが出馬できるよう、2002年の憲法改正で75歳まで引き上げられた。

## 権限
チュニジアは大統領制の共和国であり、大統領は国家元首であると同時に行政府の長も兼ねる。首相や閣僚の任免権、軍の最高指揮権、国家緊急権、条約の批准権など多くの権限を持ち、国政に与える影響は極めて大きい。

## 大統領の一覧
| 代  | 大統領                                                                                  | 大統領       | 所属政党                     | 期                              | 在任期間                        | 在任期間     | 備考                            |
| --- | --------------------------------------------------------------------------------------- | ------------ | ---------------------------- | ------------------------------- | ------------------------------- | ------------ | ------------------------------- |
| 01  | ハビーブ・ブルギーバ حبيب بورقيبة Habib Bourguiba                                       |              | 新憲政党                     | 1                               | 1957年7月25日 - 1959年11月8日   | 30年 + 105日 |                                 |
| 01  | ハビーブ・ブルギーバ حبيب بورقيبة Habib Bourguiba                                       | 2            | 新憲政党                     | 1959年11月8日 - 1964年10月22日  |                                 | 30年 + 105日 |                                 |
| 01  | ハビーブ・ブルギーバ حبيب بورقيبة Habib Bourguiba                                       | 2            | 社会主義憲政党               | 1964年10月22日 - 1964年11月8日  | 党名変更                        | 30年 + 105日 |                                 |
| 01  | ハビーブ・ブルギーバ حبيب بورقيبة Habib Bourguiba                                       | 3            | 社会主義憲政党               | 1964年11月8日 - 1969年11月2日   |                                 | 30年 + 105日 |                                 |
| 01  | ハビーブ・ブルギーバ حبيب بورقيبة Habib Bourguiba                                       | 4            | 社会主義憲政党               | 1969年11月2日 - 1974年11月3日   |                                 | 30年 + 105日 |                                 |
| 01  | ハビーブ・ブルギーバ حبيب بورقيبة Habib Bourguiba                                       | 5            | 社会主義憲政党               | 1974年11月3日 - 1987年11月7日   | 終身制在任中に辞任              | 30年 + 105日 |                                 |
| 02  | ザイン・アル＝ アービディーン・ベン＝アリー زين العابدين بن علي Zine El Abidine Ben Ali |              | 社会主義憲政党               | －                              | 1987年11月7日 - 1989年2月27日   | 23年 + 68日  |                                 |
| 02  | ザイン・アル＝ アービディーン・ベン＝アリー زين العابدين بن علي Zine El Abidine Ben Ali | 立憲民主連合 | 1988年2月27日 - 1989年4月2日 | －                              | 党名変更                        | 23年 + 68日  |                                 |
| 02  | ザイン・アル＝ アービディーン・ベン＝アリー زين العابدين بن علي Zine El Abidine Ben Ali | 立憲民主連合 | 6                            | 1989年4月2日 - 1994年3月20日    |                                 | 23年 + 68日  |                                 |
| 02  | ザイン・アル＝ アービディーン・ベン＝アリー زين العابدين بن علي Zine El Abidine Ben Ali | 立憲民主連合 | 7                            | 1994年3月20日 - 1999年10月24日  |                                 | 23年 + 68日  |                                 |
| 02  | ザイン・アル＝ アービディーン・ベン＝アリー زين العابدين بن علي Zine El Abidine Ben Ali | 立憲民主連合 | 8                            | 1999年10月24日 - 2004年10月24日 |                                 | 23年 + 68日  |                                 |
| 02  | ザイン・アル＝ アービディーン・ベン＝アリー زين العابدين بن علي Zine El Abidine Ben Ali | 立憲民主連合 | 9                            | 2004年10月24日 - 2009年11月12日 |                                 | 23年 + 68日  |                                 |
| 02  | ザイン・アル＝ アービディーン・ベン＝アリー زين العابدين بن علي Zine El Abidine Ben Ali | 立憲民主連合 | 10                           | 2009年11月12日 - 2011年1月14日  | 任期満了前に辞任                | 23年 + 68日  |                                 |
| 0－ | モハメッド・ガンヌーシ محمد الغنوشي Muḥammad al-Ġanūšī                                  |              | 10                           | 立憲民主連合                    | 2011年1月14日 - 2011年1月15日   | 1日          | 大統領代行 （首相）在任中に辞任 |
| 0－ | フアド・メバザ فؤاد المبزع Fouad Mebazaa                                                |              | 10                           | 立憲民主連合                    | 2011年1月15日 - 2011年11月18日  | 332日        | 大統領代行 （下院議長）         |
| 0－ | フアド・メバザ فؤاد المبزع Fouad Mebazaa                                                | 無所属       | 10                           | 2011年1月15日 - 2011年12月13日  | 離党                            | 332日        |                                 |
| 03  | モンセフ・マルズーキ المنصف المرزوقي Moncef Marzouki                                    |              | 共和国のための会議           | 11                              | 2011年12月13日 - 2014年12月31日 | 3年 + 18日   |                                 |
| 04  | ベジ・カイドセブシ الباجي قائد السبسي Beji Caid Essebsi                                 |              | チュニジアの呼び掛け         | 12                              | 2014年12月31日 - 2019年7月25日  | 4年 + 206日  | 在任中に死去                    |
| 0－ | モハメド・エンナセル محمد الناصر Mohamed Ennaceur                                       |              | チュニジアの呼び掛け         | 12                              | 2019年7月25日 - 2019年10月23日  | 90日         | 大統領代行 （下院議長）         |
| 05  | カイス・サイード قيس سعيد Kais Saied                                                    |              | 無所属                       | 13                              | 2019年10月23日 - （現職）       | 5年 + 140日  |                                 |